# 斯卡灣
65°56′S 61°52′W / 65.933°S 61.867°W
斯卡灣（英語：Scar Inlet）是南極洲的海灣，位於葛拉漢地的奧斯卡二世海岸，處於賈森半島西北面的拉森冰架地區，在1902年由瑞典探險家奧托·努登舍爾德發現，現時由南極條約體系管理。